# Черанези
Черанѐзи (на италиански: Ceranesi; на лигурски: Çiànexi, Цианежи) е малко градче и община в Северна Италия, провинция Генуа, регион Лигурия. Разположено е на 80 m надморска височина. Населението на общината е 3997 души (към 2011 г.).